# Coteau n.º 255
Coteau n.º 255 es un municipio rural canadiense situado en la provincia de Saskatchewan.

## Superficie
Coteau n.º 255 tiene una superficie de 895,72 km².

## Demografía
En 2021, tenía 401 habitantes, una densidad poblacional de 0,4 hab./km², y 381 viviendas.